# Thierno Youm
Thierno Youm (ur. 17 kwietnia 1960 w Rufisque) – senegalski piłkarz występujący na pozycji napastnika.

## Kariera klubowa
Youm rozpoczynał karierę w 1980 roku w zespole ASC Diaraf, z którym zdobył mistrzostwo Senegalu (1982), a także dwa Puchary Senegalu (1982, 1983). W 1984 roku przeszedł do francuskiego Stade Lavallois. W Division 1 zadebiutował 31 sierpnia 1984 w przegranym 0:2 meczu z FC Sochaux-Montbéliard, zaś 28 maja 1985 w wygranym 3:1 spotkaniu z Tours FC strzelił swoje dwa pierwsze gole w tych rozgrywkach. W Lavallois występował do 1987 roku. Następnie przez pięć lat był zawodnikiem ligowego rywala, zespołu FC Nantes.
W 1992 roku odszedł do Espérance Tunis, w którym spędził sezon 1992/1993, podczas którego zdobył z klubem mistrzostwo Tunezji. Potem ponownie grał we Francji, w czwartoligowej drużynie AC Arles i tam zakończył karierę w 1995 roku.
W Division 1 rozegrał 198 spotkań i zdobył 44 bramki.

## Kariera reprezentacyjna
W reprezentacji Senegalu Youm grał w latach 1982–1992. W 1986 roku został powołany do kadry na Puchar Narodów Afryki. Rozegrał na nim 2 spotkania: z Egiptem (1:0; gol) i Mozambikiem (2:0), a Senegal odpadł z turnieju po fazie grupowej.
W 1992 roku ponownie wziął udział w Pucharze Narodów Afryki, zakończonym przez Senegal na ćwierćfinale. Wystąpił na nim w meczach z Nigerią (1:2), Kenią (3:0) i Kamerunem (0:1).